# Saturnino Herrán
Saturnino Herrán Guinchard, né le 9 juillet 1887 à Aguascalientes et mort le 8 octobre 1918 à Mexico, est un peintre mexicain.

## Biographie
Saturnino Herrán naît le 9 juillet 1887 à Aguascalientes.
En 1903, après la mort de son père, il s'installe à Mexico et s'inscrit à l'Académie de San Carlos. Là, il est de élève German Gedovius et de José Izaquirre et devient un disciple spécial d'Antonio Fabrés.
Il est un représentant du modernisme mexicain dans sa phase appelée indigenismo. Cependant, il est également considéré comme un partisan du modernisme pictural et l'initiateur du muralisme.
Saturnino Herrán meurt le 8 octobre 1918 à Mexico.

## Exposition
En 2000, des œuvres sont exposées au Petit Palais à Paris.